# 朝倉宏志
朝倉 宏志（あさくら ひろし、1981年7月2日 - ）は日本のレーシングドライバー。栃木県出身。O型。通称「朝倉ちゃん」。

## 人物
2003年に筑波グランナショナルシリーズP-FRクラスでデビュー。同年よりスーパー耐久シリーズに参戦。以後同シリーズに参戦。
また、とちぎテレビ、テレビ埼玉、千葉テレビ放送で放送されている自動車情報番組「CAR☆Xs」ではレポーターを務めている。近年はメディアでの出演も多い。